# Урлаци
Урлаци (рум. Urlați) град је у у средишњем делу Румуније, у историјској покрајини Влашка. Урлаци је важан град у округу Прахова.
Урлаци је према попису из 2002. имао 11.876 становника.

## Географија
Град је смештен на северу Влашке и од Букурешта је удаљен 85 км према северу.
Град се образовао у области североисточне Влашке низије, подно Карпата, на приближно 115 метара надморске висине.

## Становништво
У односу на попис из 2002., број становника на попису из 2011. се смањио.
| 1966. | 1977.  | 1992.  | 2002.  | 2011.  |
| ----- | ------ | ------ | ------ | ------ |
| 9.145 | 10.654 | 12.309 | 11.858 | 10.541 |

У Урлацију има највише Румуна и мањи проценат Рома.